# Cale sèche de la Landriais
La cale sèche de la Landriais est un édifice de la commune du Minihic-sur-Rance, dans le département d’Ille-et-Vilaine en région Bretagne.

## Localisation
Elle se trouve tout au nord du département et à l'est du bourg de Le Minihic-sur-Rance. Elle donne sur l’estuaire de la Rance qui se jette elle-même dans la Manche.

## Historique
La darse a été construite en 1908 pour le chantier naval de François Lemarchand, pour faire face au développement de la grande pêche qui engendrait une demande croissante en réparation navale. Il s’agit d’une réalisation probablement unique en Europe par sa taille et son architecture.
Il n’existait alors aucune forme de radoub entre Brest et Cherbourg capable d’accueillir un voilier des Terre-neuvas de cette taille.
Elle est inscrite au titre des monuments historiques depuis le 8 août 1996.

## Architecture
Il s'agit d'un ouvrage en bois de forme ovale, d'une longueur de 45 m. Une vingtaine de poteaux entretoisés sont recouverts du bordage, soigneusement calfaté. 

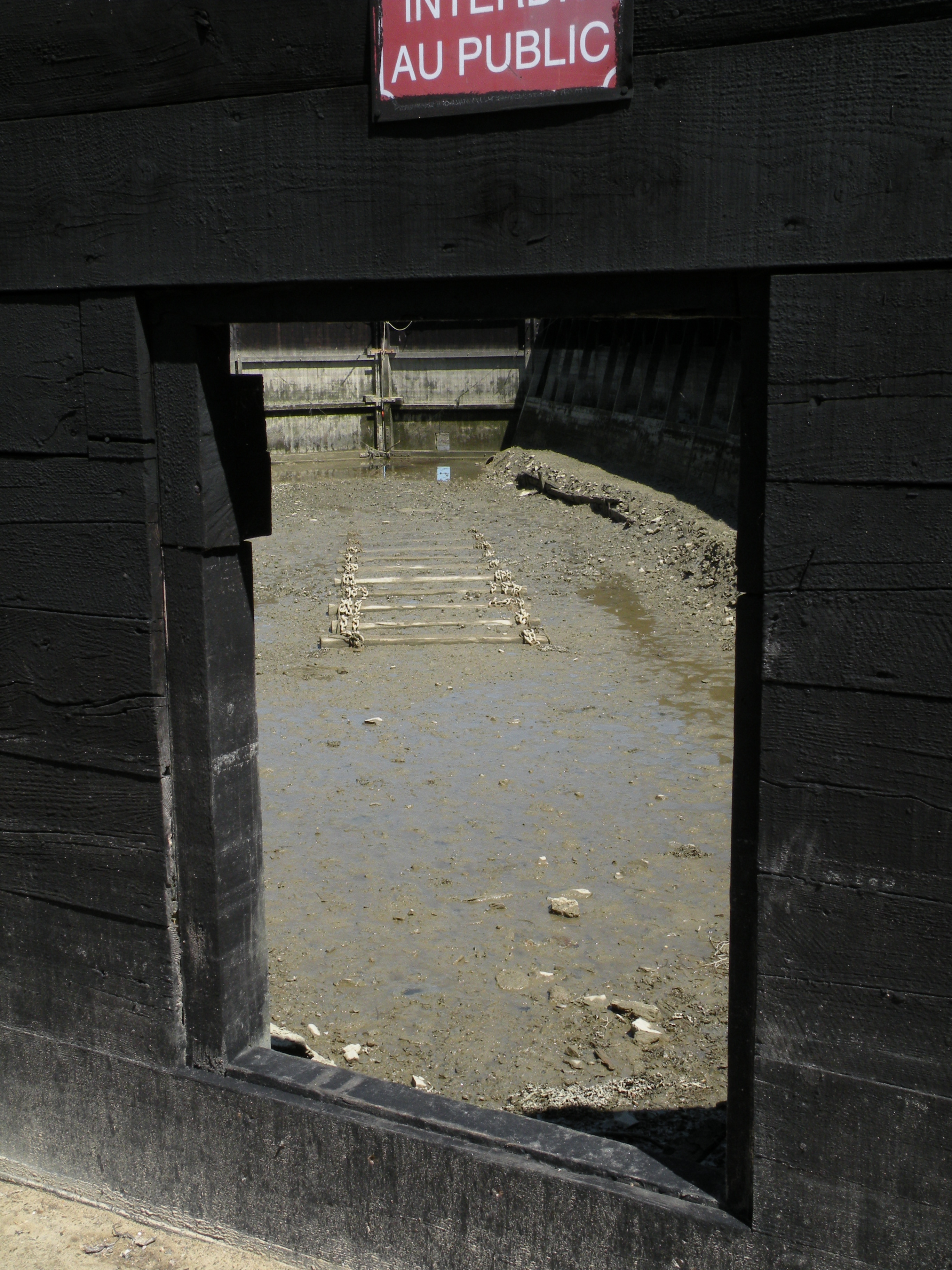
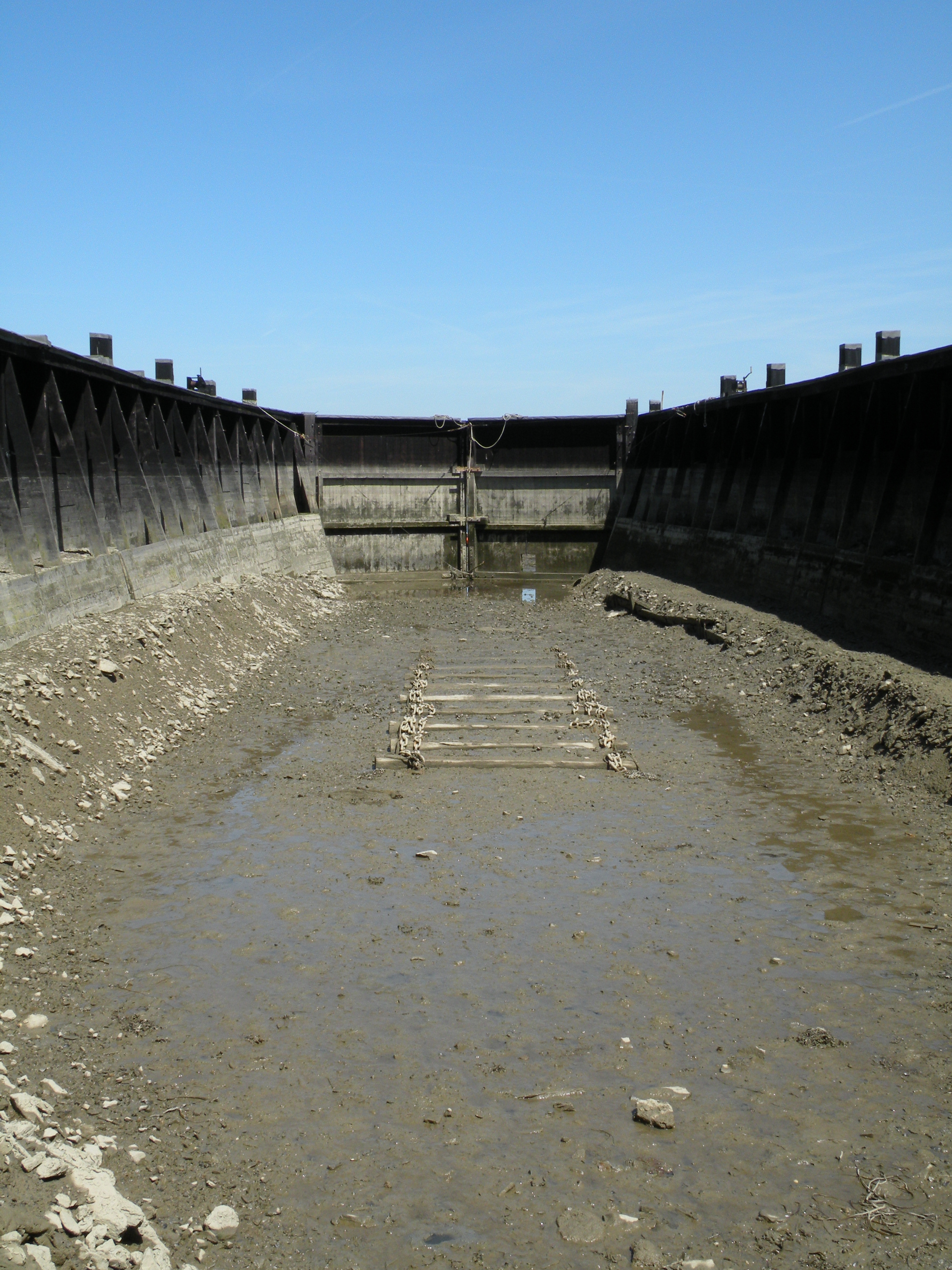
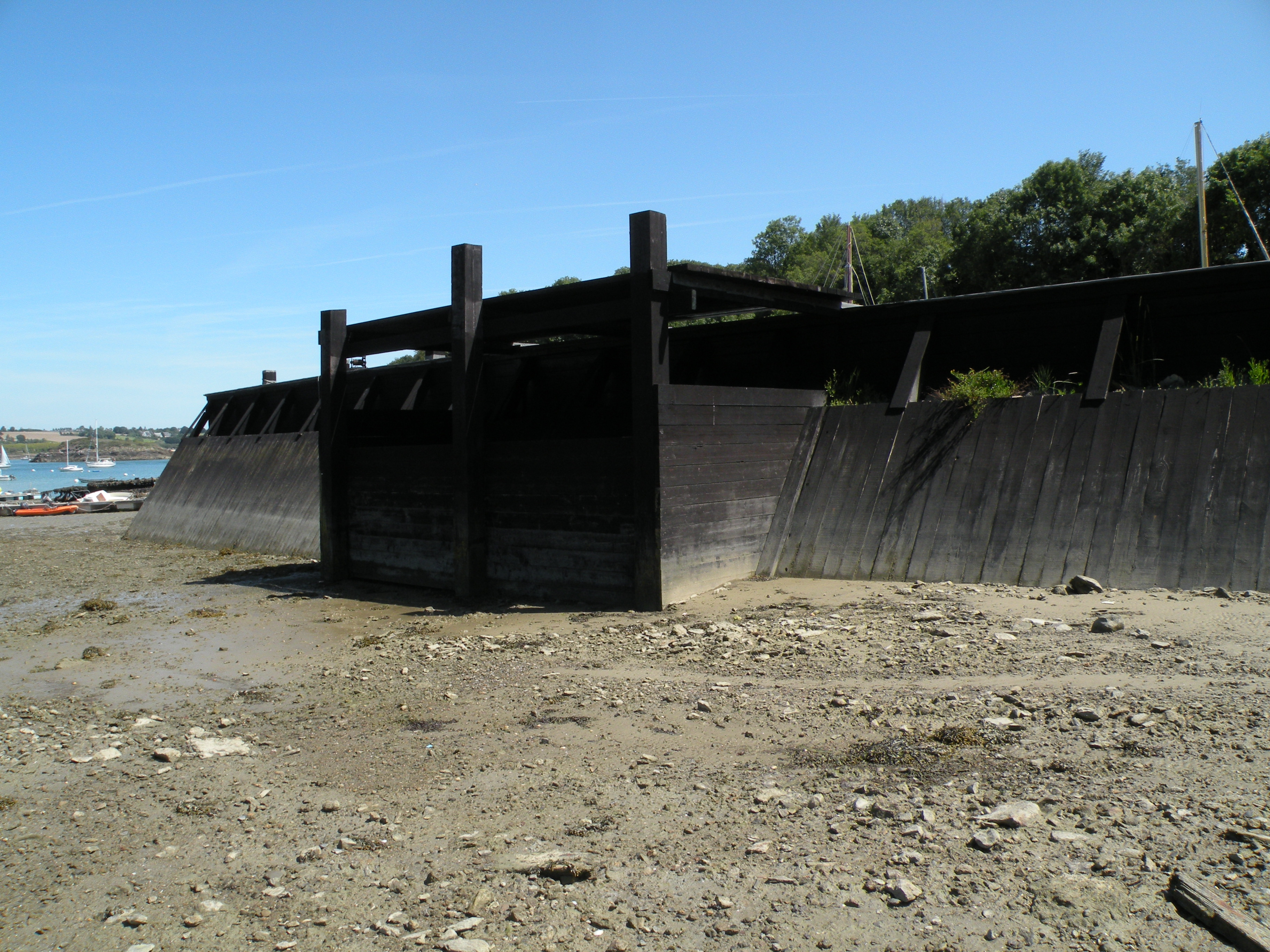